# Thereva luteiventris
Thereva luteiventris är en tvåvingeart som beskrevs av Philippi 1865. Thereva luteiventris ingår i släktet Thereva och familjen stilettflugor. Inga underarter finns listade i Catalogue of Life.